# Marc Hirschi
Marc Hirschi (n. 24 august 1998, Berna, Berna, Elveția) este un ciclist elvețian, membru al Team Sunweb. În 2018, a devenit primul ciclist care a devenit campion mondial la tineret pe șosea și campion european la tineret pe șosea.

## Rezultate în Marile Tururi

### Turul Franței
1 participare
- 2020: câștigător al etapei a 12-a